# Шура Балаганов
Шу́ра Балага́нов — один из центральных героев романа Ильфа и Петрова «Золотой телёнок», жулик без фантазии, мелкий воришка, самозванец, «молочный брат» Остапа Бендера и его компаньон в операции по отъёму денег у подпольного миллионера Корейко. Занимал ответственные посты: сначала бортмеханика автопробега Арбатов—Черноморск, а затем уполномоченного по копытам Черноморского отделения Арбатовской конторы по заготовке рогов и копыт.
В последнее время перед встречей с Бендером Балаганов промышлял тем, что являлся в провинциальные органы власти, называл себя сыном лейтенанта Шмидта и получал под имя своего «отца»-революционера мелкие блага и субсидии. Балаганову принадлежит заслуга заключения «Сухаревской конвенции», которая положила конец конкуренции между тридцатью четырьмя профессиональными «детьми лейтенанта Шмидта»: весной 1928 года Балаганов собрал собратьев по профессии в Москве, в трактире у Сухаревой башни, территорию СССР поделили на участки, разыграли их по жребию, и каждый из самозванцев мог спокойно возделывать свою ниву, не опасаясь недоразумений. Бендер, не зная этого, вторгся на участок Балаганова и встретился со своим «братом» в начале лета 1930 года в кабинете председателя исполкома захолустного города Арбатова.
Именно Шура Балаганов рассказал Бендеру о существовании Корейко.
Осенью 1930 года Бендер-миллионер нашёл опустившегося Балаганова на Рязанском вокзале в Москве. Великий комбинатор выдал верному соратнику 50 000 рублей «на счастье», но природа взяла своё: Шура в тот же день попался на копеечной карманной краже. Дальнейшая его судьба неизвестна.
В настоящее время образ стал нарицательным и применяется как характеристика недалёких и простоватых людей, склонных к мелкому мошенничеству.

## Увековечение памяти
- Памятник сыновьям лейтенанта Шмидта Остапу Бендеру и Шуре Балаганову открылся в Бердянске (Запорожская область, Украина) в 2002 году. В руке у Балаганова кружка с квасом, а рядом с Остапом — пустой стул с надписью «Пиво отпускается только членам профсоюза». Этот памятник находится недалеко от памятника самому лейтенанту Шмидту, который учился в бердянской гимназии. Пётр Шмидт, отец П. П. Шмидта, в конце XIX века был начальником города Бердянска и его порта на Азовском море[2];
- В декабре 2012 года скульптура Шуры Балаганова установлена в Бобруйске[3] (среди «детей лейтенанта Шмидта» «Бобруйск считался прекрасным, высококультурным местом»);
- Под псевдонимом «Шура Балаганов» выступает артист Александр Кривоносов[4].